# 札幌文化芸術劇場
札幌文化芸術劇場（さっぽろぶんかげいじゅつげきじょう）は、2018年5月31日に竣工した札幌市中央区の「さっぽろ創世スクエア」にある、コンサート、オペラ、バレエ、ミュージカル、演劇、講演などを行っている芸術文化施設。愛称は「hitaru」。札幌文化芸術交流センター（SCARTS）、札幌市図書・情報館とともに、「札幌市民交流プラザ」を構成している。2018年（平成30年）10月開場。
「優良ホール100選」。

## 概要
「さっぽろ芸術文化の館」（ニトリ文化ホール）の後継施設であるほか、旧札幌市民会館が担っていた「鑑賞の場」の役割を高度化させており、札幌の舞台芸術の振興と質の向上を図る目的で建設された。北海道内初となる多面舞台を備えており、オペラ、バレエ、ミュージカルなど、日本国内外の本格的な舞台芸術鑑賞を可能としているほか、演劇、ポップス、演歌、歌謡曲等の各種公演を鑑賞することもできる。また、札幌発のオペラやバレエなどの舞台芸術を日本国内外に発信する「舞台芸術の創造の場」として位置づけている。
札幌交響楽団名誉音楽監督の尾高忠明が、開設当初から2021年3月まで芸術アドバイザーを務めていた。また、作曲家の伊福部昭（釧路市出身）、バレエダンサーの熊川哲也（旭川市出身）、劇作家・演出家の藤田貴大（伊達市出身）など、道内ゆかりの第一線のアーティストの公演も意欲的に行っている。

## 施設
劇場は主催事業等として数々の国内外の著名なアーティストたちによる公演が行われる場であると同時に、その劇場を含む各施設は貸館も行っており、大学をはじめとする各種学校や市民楽団であるところのオーケストラ・吹奏楽・合唱などの団体の演奏会等も同じステージで開かれ、聴衆側としてだけでなく、出演者側としても市民に広く門戸を開き親しまれている。
劇場
- 客席：2,302席（オーケストラピット使用時は最大173席減）
- 車椅子席：最大24席設置可能
- 舞台：多面舞台（主舞台、上手舞台、下手舞台、奥舞台）
- 楽屋：12室

クリエイティブスタジオ（大練習室）
- 面積：448 m²
- 最大収容人数 400名
- 客席：シアター形式：300名程度

スクール形式：200名程度
移動観覧席：175席
※椅子（貸出備品）により席数の追加可（最大228席）
- 楽屋：1室

練習室
- 中練習室1：47 m²
- 中練習室2：55 m²
- 小練習室1：27 m²
- 小練習室2：25 m²
- 小練習室3：28 m²

ホワイエ